# Museo de Arte Moderno del Estado de México
El Museo de Arte Modero del Estado de México es un recinto ubicado en la ciudad de Toluca, Estado de México que se encarga de resguardar algunas colecciones la plástica de México del siglo XX, con obras de Marta Palau, Manuel Felguérez, José Luis Cuevas, Pedro Coronel, Benito Messeguer, Luis Nishizawa, José María Velasco, Gilberto Aceves Navarro, entre otros más. 

## Museo
Es un edificio que en un comienzo estaba pleaneado como planetario, pero actualmente tienen la función de pinacoteca. El día de hoy. dentro del museo se aprecia una de las obras del arte mexicano contemporáneo, "El mural Periplo plástico". Además, en el área circular en la que está el auditorio, el artista Leopoldo Flores fijó su visión de la historia en este espacio.

## Historia
El museo abrió sus puertas en abril de 1987, estando integrado por una colección de aproximadamente 730 obras tanto pictóricas como escultóricas  de pintores y escultores mexicanos del inicio del siglo XX.  

### Obras
La cantidad de obras que tiene el museo fue aumentado debido a las donacionaciones de algunas instituciones como la Sala de Arte Contemporánea y también el Museo de Bellas Artes. Además, en el área del vestíbulo se encuentra una de las obras con mayor relevancia dentro del arte contemporáneo mexicano: el mural de basalto en forma de petatillo “Periplo Plástico”, inaugurado en el año 2004 y teniendo otra obra muy importante del artista Luis Nishizawa en el auditorio, la cual se llama “El Lecho del Universo”.

### Actualidad
El museo tiene como objetivo rescatar, difundir y también conservar las diferentes corrientes plásticas que fueron y son parte del arte mexicano a través de exposiciones realizadas para la sociedad.

## Acerca de
El museo cuenta con varias salas y un auditorio. Ha recibido donaciones de otras instituciones, incluyendo al Museo de Bellas Artes y la Sala de Arte Contemporáneo y se enfoca en el arte producido desde 1910.